# Huntsville (Texas)
Huntsville é uma cidade localizada no estado norte-americano de Texas, no Condado de Walker.

## Demografia
Segundo o censo norte-americano de 2000, a sua população era de 35.078 habitantes.
Em 2006, foi estimada uma população de 37.537, um aumento de 2459 (7.0%).

## Geografia
De acordo com o United States Census Bureau tem uma área de
80,9 km², dos quais 80,0 km² cobertos por terra e 0,9 km² cobertos por água. Huntsville localiza-se a aproximadamente 129 m acima do nível do mar.

## Localidades na vizinhança
O diagrama seguinte representa as localidades num raio de 36 km ao redor de Huntsville.